# Saale mit Nebengewässern
Saale mit Nebengewässern este o arie protejată (sit de importanță comunitară — SCI) din Germania întinsă pe o suprafață de 39,83 ha, integral pe uscat.

## Localizare
Centrul sitului Saale mit Nebengewässern este situat la coordonatele 52°03′39″N 9°35′26″E / 52.0608°N 9.5906°E.

## Înființare
Situl Saale mit Nebengewässern a fost declarat sit de importanță comunitară în ianuarie 2005 pentru a proteja 1 specie de animale.

## Biodiversitate
Situată în ecoregiunea atlantică, aria protejată conține 3 habitate naturale: Cursuri de apă de la nivel de câmpie la nivel montan, cu vegetație Ranunculion fluitantis și Callitricho-Batrachion, Liziere de ierburi înalte hidrofile de câmpie și de nivel montan până la alpin, Păduri aluvionare cu Alnus glutinosa și Fraxinus excelsior (Alno-Padion, Alnion incanae, Salicion albae).
La baza desemnării sitului se află o specie protejată de  pești: cicar (Lampetra planeri).